# Трипольская трагедия
«Трипольская трагедия» — фильм-драма кинорежиссёра Александра Анощенко-Анода, снятый в 1926 году.

## Сюжет
Фильм о гибели комсомольского отряда особого назначения во время гражданской войны на Украине (село Триполье под Киевом). В основу фильма было положено одноимённое реальное событие гражданской войны. В 1919 году во время деникинского наступления активизировали свои действия повстанцы атамана Зелёного. С одним их отрядом столкнулись киевские комсомольцы. Зелёные окружили их, прижали к обрывистому берегу Днепра и уничтожили.

## В ролях
- Евгения Петрова — Катя
- Степан Борисов — Петро
- Борис Безгин — секретарь райкома комсомола
- Вера Данилевич — комсомолка
- Владимир Шаховской — поп села Триполье
- Георгий Астафьев — семинарист Данила, атаман банды зелёных
- Александр Тимонтаев — член банды зелёных
- Варвара Криворучко — комсомолка
- Е. Тимофеев — комсомолец Ратманский
- Г. Медведский — эпизод

## Съёмочная группа
- Режиссёр: Александр Дмитриевич Анощенко-Анод
- Сценарист: Григорий Данилович Эпик
- Оператор: Владимир Петрович Лемке
- Художник: Роберт Шарфенберг[нем.]

## Участие С. П. Королёва
По свидетельству Н. С. Королёвой, дочери основателя практической космонавтики,

Весной 1925 г., незадолго до окончания первого курса отец прочитал в институте объявление о начале съемок фильма «Трипольская трагедия», куда в качестве статистов приглашалась молодежь. Это сулило дополнительный заработок и он сразу же записался в группу желающих. Снимали эпизод Гражданской войны, повествующий о расстреле киевских комсомольцев атаманом Зелёным. Реально эти события происходили в июле 1919 г. под Киевом, в Триполье, и съемки велись там же. Киевский караульный полк, в составе которого находилась большая группа комсомольцев, вступил в неравный бой с отрядом атамана Зелёного. Часть полка попала в окружение, и его бойцы были расстреляны на крутом берегу Днепра. Перед киносъемкой ребятам выдали длинные красноармейские шинели, обмотки и винтовки. Режиссёр объяснил задачу. Началась «пальба». «Красные» дрались с «зелеными», повсюду были крики, дым. Отец так вошел в «роль», что чувствительно саданул кого-то из «зеленых» прикладом, и тот даже пожаловался режиссёру, что «Королев дерется по-настоящему». Ночью в сарае снимали сцену ожидания комсомольцами приговора, а утром — его исполнения. Отец, умевший хорошо плавать и нырять, прыгал за главных героев с крутого берега в Днепр, поражая всех своей смелостью. В 1966 г., когда его уже не было в живых, моя бабушка, Мария Николаевна, вспомнила об этих съемках и по её просьбе нам показали фильм «Трипольская трагедия». Мы с трудом, но все же нашли отца среди таких же, как он, «киноартистов». — С. П. Королев : Отец : К 100-летию со дня рождения : в 3 кн. / Н. С. Королева ; Совет РАН по космосу. - 2007. - ISBN 5-02-034432-X